# 범어사 동종
부산 범어사 동종 (釜山 梵魚寺 銅鍾)은 부산광역시 범어사에 있는, 조선시대의 구리 종이다. 부산광역시의 유형문화재 제90호로 지정되어 있다. 
높이 127센티미터, 종구(鐘口) 지름 92.5센티미터이다. 종신에 만든 시기, 무게, 주로 만든 사람, 시주자 등의 명문이 양각으로 새겨져 있다. 명문에 따르면 범어사 동종은 1728년에 김성원(金成元)과 김선봉(金善奉)이 만들었다. 

## 개요
범어사 종루에 매달려 있는 이 동종은 높이 127.0cm, 종구(鐘口) 지름 92.5cm인 규모가 제법 큰 범종이다. 천판(天板) 정상부에 쌍룡의 용뉴(龍鈕)가 조형되어 있고, 동체 윤곽선이 아래로 가면서 서서히 배가 부른 원만한 곡선미를 보여 주고 있다. 종신(鐘身)에는 유곽(乳廓), 보살상, 전패(殿牌)가 양각되어 있는 등 조선 후기 동종 양식을 보여주고 있다. 
또한 종신에는 주성한 시기, 무게, 주종자, 산중질(山中秩), 시주자, 연화질(緣化秩) 등의 명문이 양각으로 새겨져 있는데, 산화로 인해 표면이 푸른색을 띠고 있는 것 외에는 파손된 부분이 없이 보존 상태가 비교적 양호한 편이다.
1728년에 제작된 범어사 동종은 우리나라 18세기 범종 주성에 활발한 활동을 펼친 전라도 출신 김성원(金成元)과 김선봉(金善奉)이 주성한 것이다. 현존하는 18세기 범종으로는 규모가 제법 큰 편에 속하는 작품이며, 조선후기 범종의 대표작으로 언급되기도 하는 문화재로서 조선후기 동종 양식을 살펴볼 수 있는 귀중한 자료이다.

## 같이 보기
- 범어사

## 참고 자료
- 범어사 동종 - 국가유산청 국가유산포털